# Romulus Cristea
Romulus Cristea (n. 11 noiembrie 1967 – d. 29 aprilie 2020) a fost un jurnalist și revoluționar român. Și-a petrecut cea mai mare parte din carieră ca redactor la ziarul România liberă. Participant la Revoluția Română din 1989, Cristea este cunoscut pentru un număr de cărți publicate despre acest eveniment, precum și despre manifestațiile din Piața Universității și mineriade. A murit în urma unui infarct miocardic la vârsta de 52 de ani.

## Cărți publicate
- Revoluția 1989 (Editura România pur și simplu, 2006)
- Mărturii de la baricadă (Editura România pur și simplu, 2007)
- Revoluția Română - Mărturii și documente (Editura România pur și simplu, 2007)
- 21 decembrie 1989 - Martorii de la baricadă (Editura România pur și simplu, 2007)